# Lista de primeiros-ministros do Egito
Esta página lista os ocupantes do cargo de primeiro-ministro do Egito. O cargo foi criado quando o Conselho de Ministros do Egito foi estabelecido em agosto de 1878, após o quediva Ismail Paxá concordar que as estruturas de seu governo fossem modeladas como os governos da Europa na época. Nubar Paxá foi, assim, o primeiro premiê do Egito no sentido moderno do termo. Antes disso, o Egito foi governado por meio do sistema islâmico tradicional de vizir.

## Lista
| Nome                                                                                             | Nome                                                           | Retrato               | Nascimento–Morte | Início do mandato       | Fim do mandato                           | Partido político                  | Chefe de Estado         |
| ------------------------------------------------------------------------------------------------ | -------------------------------------------------------------- | --------------------- | ---------------- | ----------------------- | ---------------------------------------- | --------------------------------- | ----------------------- |
| • Quedivato do Egito (1878–1914) •                                                               |                                                                |                       |                  |                         |                                          |                                   |                         |
| 1                                                                                                | Nubar Paxá نوبار باشا (1º mandato)                             |                       | 1825–1899        | 28 de agosto de 1878    | 23 de fevereiro de 1879                  | Independente                      | Ismail Paxá             |
| —                                                                                                | Ismail Paxá إسماعيل باشا (Quediva)                             |                       | 1830–1895        | 23 de fevereiro de 1879 | 10 de março de 1879                      | Independente                      | Ismail Paxá             |
| 2                                                                                                | Teufique Paxá محمد توفيق باشا (1º mandato)                     |                       | 1852–1892        | 10 de março de 1879     | 7 de abril de 1879                       | Independente                      | Ismail Paxá             |
| 3                                                                                                | Maomé Xarife Paxá محمد شريف باشا (1º mandato)                  |                       | 1823–1887        | 7 de abril de 1879      | 18 de agosto de 1879                     | Independente                      | Ismail Paxá             |
| —                                                                                                | Teufique Paxá محمد توفيق باشا (2º mandato) (Quediva)           |                       | 1852–1892        | 18 de agosto de 1879    | 21 de setembro de 1879                   | Independente                      | Teufique Paxá           |
| 4                                                                                                | Riade Paxá رياض باشا (1º mandato)                              |                       | 1836–1911        | 21 de setembro de 1879  | 10 de setembro de 1881                   | Independente                      | Teufique Paxá           |
| (3)                                                                                              | Maomé Xarife Paxá محمد شريف باشا (2º mandato)                  |                       | 1823–1887        | 14 de setembro de 1881  | 4 de fevereiro de 1882                   | Independente                      | Teufique Paxá           |
| 5                                                                                                | Mahmoud Sami el-Baroudi محمود سامي البارودي                    |                       | 1838–1904        | 4 de fevereiro de 1882  | 26 de maio de 1882                       | Independente                      | Teufique Paxá           |
| 6                                                                                                | Ismail Ragibe Paxá إسماعيل راغب باشا                           |                       | 1819–1884        | 18 de junho de 1882     | 21 de agosto de 1882                     | Independente                      | Teufique Paxá           |
| —                                                                                                | Amade Orabi أحمد عرابي Na rebelião                             |                       | 1841–1911        | de julho de 1882        | 13 de setembro de 1882                   | Militar                           | Teufique Paxá           |
| (3)                                                                                              | Maomé Xarife Paxá محمد شريف باشا (3º mandato)                  |                       | 1823–1887        | 21 de agosto de 1882    | 7 de janeiro de 1884                     | Independente                      | Teufique Paxá           |
| (1)                                                                                              | Nubar Paxá نوبار باشا (2º mandato)                             |                       | 1825–1899        | 10 de janeiro de 1884   | 9 de junho de 1888                       | Independente                      | Teufique Paxá           |
| (4)                                                                                              | Riade Paxá رياض باشا (2º mandato)                              |                       | 1836–1911        | 9 de junho de 1888      | 12 de maio de 1891                       | Independente                      | Teufique Paxá           |
| 7                                                                                                | Mustafá Fami Paxá مصطفى فهمي باشا (1º mandato)                 |                       | 1840–1914        | 12 de maio de 1891      | 15 de janeiro de 1893                    | Independente                      | Teufique Paxá           |
| 8                                                                                                | Hussein Fahri Paxá حسين فخري باشا                              |                       | 1843–1910        | 15 de janeiro de 1893   | 17 de janeiro de 1893                    | Independente                      | Abbas Helmi II          |
| (4)                                                                                              | Riade Paxá رياض باشا (3º mandato)                              |                       | 1836–1911        | 17 de janeiro de 1893   | 16 de abril de 1894                      | Independente                      | Abbas Helmi II          |
| (1)                                                                                              | Nubar Paxá نوبار باشا (3º mandato)                             |                       | 1825–1899        | 16 de abril de 1894     | 12 de novembro de 1895                   | Independente                      | Abbas Helmi II          |
| (7)                                                                                              | Mustafa Fahmi Paxá مصطفى فهمي باشا (2º mandato)                |                       | 1840–1914        | 12 de novembro de 1895  | 12 de novembro de 1908                   | Independente                      | Abbas Helmi II          |
| 9                                                                                                | Boutros Ghali بطرس غالي                                        |                       | 1847–1910        | 12 de novembro de 1908  | 21 de fevereiro de 1910 (assassinado)    | Independente                      | Abbas Helmi II          |
| 10                                                                                               | Maomé Saíde Paxá محمد سعيد باشا (1º mandato)                   |                       | 1863–1928        | 22 de fevereiro de 1910 | 5 de abril de 1914                       | Independente                      | Abbas Helmi II          |
| 11                                                                                               | Huceine Rusdi Paxá حسين رشدي باشا                              |                       | 1863–1928        | 5 de abril de 1914      | 19 de dezembro de 1914                   | Independente                      | Abbas Helmi II          |
| • Sultanato do Egito (1914–1922) •                                                               |                                                                |                       |                  |                         |                                          |                                   |                         |
| (11)                                                                                             | Huceine Rusdi Paxá حسين رشدي باشا                              |                       | 1863–1928        | 19 de dezembro de 1914  | 12 de abril de 1919                      | Independente                      | Hussein Kamil           |
| (10)                                                                                             | Maomé Saíde Paxá محمد سعيد باشا (2º mandato)                   |                       | 1863–1928        | 21 de maio de 1919      | 19 de novembro de 1919                   | Independente                      | Fuad I                  |
| 12                                                                                               | Youssef Wahba Paxá يوسف باشا وهبة                              |                       | 1865–1933        | 19 de novembro de 1919  | 20 de maio de 1920                       | Independente                      | Fuad I                  |
| 13                                                                                               | Muhammad Tawfiq Nasim Paxá محمد توفيق نسيم باشا (1º mandato)   |                       | 1874–1938        | 20 de maio de 1920      | 16 de março de 1921                      | Independente                      | Fuad I                  |
| 14                                                                                               | Adli Yakan Paxá عدلي يكن باشا (1º mandato)                     |                       | 1864–1933        | 16 de março de 1921     | 1 de março de 1922                       | Partido Liberal Constitucional    | Fuad I                  |
| • Reino do Egito (1922–1953) •                                                                   |                                                                |                       |                  |                         |                                          |                                   |                         |
| 15                                                                                               | Abdel Khaliq Sarwat Paxá عبد الخالق ثروت باشا (1º mandato)     |                       | 1873–1928        | 1 de março de 1922      | 30 de novembro de 1922                   | Partido Liberal Constitucional    | Fuad I                  |
| (13)                                                                                             | Muhammad Tawfiq Nasim Paxá محمد توفيق نسيم باشا (2º mandato)   |                       | 1874–1938        | 30 de novembro de 1922  | 15 de março de 1923                      | Independente                      | Fuad I                  |
| 16                                                                                               | Yahya Ibrahim Paxá يحى إبراهيم                                 |                       | 1861–1936        | 15 de março de 1923     | 26 de janeiro de 1924                    | Independente                      | Fuad I                  |
| 17                                                                                               | Saad Zaghlul Paxá سعد زغلول                                    |                       | 1857–1927        | 26 de janeiro de 1924   | 24 de novembro de 1924                   | Partido Wafd                      | Fuad I                  |
| 18                                                                                               | Ahmad Ziwar Paxá أحمد زيوار باشا                               |                       | 1864–1945        | 24 de novembro de 1924  | 7 de junho de 1926                       | Partido Federal                   | Fuad I                  |
| (14)                                                                                             | Adli Yakan Paxá عدلي يكن باشا (2º mandato)                     |                       | 1864–1933        | 7 de junho de 1926      | 26 de abril de 1927                      | Partido Liberal Constitucional    | Fuad I                  |
| (15)                                                                                             | Abdel Khaliq Sarwat Paxá عبد الخالق ثروت باشا (2º mandato)     |                       | 1873–1928        | 26 de abril de 1927     | 16 de março de 1928                      | Partido Liberal Constitucional    | Fuad I                  |
| 19                                                                                               | Mustafa el-Nahhas Paxá مصطفى النحاس باشا (1º mandato)          |                       | 1879–1965        | 16 de março de 1928     | 27 de junho de 1928                      | Partido Wafd                      | Fuad I                  |
| 20                                                                                               | Muhammad Mahmoud Paxá محمد محمود باشا (1º mandato)             |                       | 1877–1941        | 27 de junho de 1928     | 4 de outubro de 1929                     | Partido Liberal Constitucional    | Fuad I                  |
| (14)                                                                                             | Adli Yakan Paxá عدلي يكن باشا (3º mandato)                     |                       | 1864–1933        | 4 de outubro de 1929    | 1 de janeiro de 1930                     | Partido Liberal Constitucional    | Fuad I                  |
| (19)                                                                                             | Mustafa el-Nahhas Paxá مصطفى النحاس باشا (2º mandato)          |                       | 1879–1965        | 1 de janeiro de 1930    | 20 de junho de 1930                      | Partido Wafd                      | Fuad I                  |
| 21                                                                                               | Isma'il Sidqi Paxá إسماعيل صدقي (1º mandato)                   |                       | 1875–1950        | 20 de junho de 1930     | 22 de setembro de 1933                   | Partido Popular                   | Fuad I                  |
| 22                                                                                               | Abdel Fattah Yahya Paxá يحيى إبراهيم باشا                      |                       | 1876–1951        | 22 de setembro de 1933  | 15 de novembro de 1934                   | Partido da União                  | Fuad I                  |
| (13)                                                                                             | Muhammad Tawfiq Nasim Paxá محمد توفيق نسيم باشا (3º mandato)   |                       | 1874–1938        | 15 de novembro de 1934  | 30 de janeiro de 1936                    | Partido da União                  | Fuad I                  |
| 23                                                                                               | Ali Mahir Paxá علي ماهر باشا (1º mandato)                      |                       | 1882–1960        | 30 de janeiro de 1936   | 9 de maio de 1936                        | Partido da União                  | Fuad I                  |
| (19)                                                                                             | Mustafa el-Nahhas Paxá مصطفى النحاس باشا (3º mandato)          |                       | 1879–1965        | 9 de maio de 1936       | 29 de dezembro de 1937                   | Partido Wafd                      | Farouk I                |
| (20)                                                                                             | Muhammad Mahmoud Paxá محمد محمود باشا (2º mandato)             |                       | 1877–1941        | 29 de dezembro de 1937  | 18 de agosto de 1939                     | Partido Wafd                      | Farouk I                |
| (23)                                                                                             | Ali Mahir Paxá علي ماهر باشا (2º mandato)                      |                       | 1882–1960        | 18 de agosto de 1939    | 28 de junho de 1940                      | Partido da União                  | Farouk I                |
| 24                                                                                               | Hassan Sabry Paxá حسن صبرى باشا                                |                       | 1879–1940        | 28 de junho de 1940     | 15 de novembro de 1940 (morreu no cargo) | Independente                      | Farouk I                |
| 25                                                                                               | Hussein Sirri Paxá حسين سري باشا (1º mandato)                  |                       | 1894–1960        | 15 de novembro de 1940  | 6 de fevereiro de 1942                   | Independente                      | Farouk I                |
| (19)                                                                                             | Mustafa el-Nahhas Paxá مصطفى النحاس باشا (4º mandato)          |                       | 1879–1965        | 6 de fevereiro de 1942  | 10 de outubro de 1944                    | Partido Wafd                      | Farouk I                |
| 26                                                                                               | Ahmad Mahir Paxá أحمد ماهر باشا                                |                       | 1888–1945        | 10 de outubro de 1944   | 24 de fevereiro de 1945 (assassinado)    | Partido Institucional Saadista    | Farouk I                |
| 27                                                                                               | Mahmoud an-Nukrashi Paxá محمود فهمي النقراشي باشا (1º mandato) |                       | 1888–1948        | 26 de fevereiro de 1945 | 17 de fevereiro de 1946                  | Partido Institucional Saadista    | Farouk I                |
| (21)                                                                                             | Isma'il Sidqi Paxá إسماعيل صدقي (2º mandato)                   |                       | 1875–1950        | 17 de fevereiro de 1946 | 9 de dezembro de 1946                    | Partido Popular                   | Farouk I                |
| (27)                                                                                             | Mahmoud an-Nukrashi Paxá محمود فهمي النقراشي باشا (2º mandato) |                       | 1888–1948        | 9 de dezembro de 1946   | 28 de dezembro de 1948 (assassinado)     | Partido Institucional Saadista    | Farouk I                |
| 28                                                                                               | Ibrahim Abdel Hadi Paxá إبراهيم عبد الهادى باشا                |                       | 1896–1981        | 28 de dezembro de 1948  | 26 de julho de 1949                      | Partido Institucional Saadista    | Farouk I                |
| (25)                                                                                             | Hussein Sirri Paxá حسين سري باشا (2º mandato)                  |                       | 1894–1960        | 26 de julho de 1949     | 12 de janeiro de 1950                    | Independente                      | Farouk I                |
| (19)                                                                                             | Mustafa el-Nahhas Paxá مصطفى النحاس باشا (5º mandato)          |                       | 1879–1965        | 12 de janeiro de 1950   | 27 de janeiro de 1952                    | Partido Wafd                      | Farouk I                |
| (23)                                                                                             | Ali Mahir Paxá علي ماهر باشا (3º mandato)                      |                       | 1882–1960        | 27 de janeiro de 1952   | 2 de março de 1952                       | Partido da União                  | Farouk I                |
| 29                                                                                               | Ahmad Najib al-Hilali Paxá أحمد نجيب الهلال (1º mandato)       |                       | 1891–1958        | 2 de março de 1952      | 2 de julho de 1952                       | Independente                      | Farouk I                |
| (25)                                                                                             | Hussein Sirri Paxá حسين سري باشا (3º mandato)                  |                       | 1894–1960        | 2 de julho de 1952      | 22 de julho de 1952                      | Independente                      | Farouk I                |
| (29)                                                                                             | Ahmad Najib al-Hilali Paxá أحمد نجيب الهلال (2º mandato)       |                       | 1891–1958        | 22 de julho de 1952     | 23 de julho de 1952 (deposto)            | Independente                      | Farouk I                |
| (23)                                                                                             | Ali Mahir Paxá علي ماهر باشا (4º mandato)                      |                       | 1882–1960        | 23 de julho de 1952     | 7 de setembro de 1952                    | Partido da União                  | Fuad II                 |
| 30                                                                                               | Muhammad Naguib محمد نجيب (1º mandato)                         |                       | 1901–1984        | 7 de setembro de 1952   | 18 de junho de 1953                      | Militar / Reunião pela Libertação | Fuad II                 |
| • República do Egito (1953–1958) •                                                               |                                                                |                       |                  |                         |                                          |                                   |                         |
| (30)                                                                                             | Muhammad Naguib محمد نجيب (1º mandato)                         |                       | 1901–1984        | 18 de junho de 1953     | 25 de fevereiro de 1954                  | Militar / Reunião pela Libertação | Muhammad Naguib         |
| 31                                                                                               | Gamal Abdel Nasser جمال عبد الناصر (1º mandato)                |                       | 1918–1970        | 25 de fevereiro de 1954 | 8 de março de 1954                       | Militar / Reunião pela Libertação | Muhammad Naguib         |
| (30)                                                                                             | Muhammad Naguib محمد نجيب (2º mandato)                         |                       | 1901–1984        | 8 de março de 1954      | 18 de abril de 1954                      | Militar / Reunião pela Libertação | Muhammad Naguib         |
| (31)                                                                                             | Gamal Abdel Nasser جمال عبد الناصر (2º mandato)                |                       | 1918–1970        | 18 de abril de 1954     | 23 de junho de 1956                      | Militar / Reunião pela Libertação | Gamal Abdel Nasser      |
| (31)                                                                                             | Gamal Abdel Nasser جمال عبد الناصر (2º mandato)                | 23 de junho de 1956   | 1918–1970        | 22 de fevereiro de 1958 | União Nacional                           |                                   | Gamal Abdel Nasser      |
| • República Árabe Unida (1958–1971) •                                                            |                                                                |                       |                  |                         |                                          |                                   |                         |
| (31)                                                                                             | Gamal Abdel Nasser جمال عبد الناصر (2º mandato)                |                       | 1918–1970        | 22 de fevereiro de 1958 | 29 de setembro de 1962                   | União Nacional                    | Gamal Abdel Nasser      |
| 32                                                                                               | Ali Sabri على صبرى                                             |                       | 1920–1991        | 29 de setembro de 1962  | 1 de dezembro de 1962                    | União Nacional                    | Gamal Abdel Nasser      |
| (32)                                                                                             | Ali Sabri على صبرى                                             | 1 de dezembro de 1962 | 1920–1991        | 3 de outubro de 1965    | União Socialista Árabe                   |                                   | Gamal Abdel Nasser      |
| 33                                                                                               | Zakaria Mohieddin زكريا محيى الدين                             |                       | 1918–2012        | 3 de outubro de 1965    | 10 de setembro de 1966                   | União Socialista Árabe            | Gamal Abdel Nasser      |
| 34                                                                                               | Muhammad Sedki Sulayman محمد صدقي سليمان                       |                       | 1919–1996        | 10 de setembro de 1966  | 19 de junho de 1967                      | União Socialista Árabe            | Gamal Abdel Nasser      |
| (31)                                                                                             | Gamal Abdel Nasser جمال عبد الناصر (3º mandato)                |                       | 1918–1970        | 19 de junho de 1967     | 28 de setembro de 1970 (morreu no cargo) | União Socialista Árabe            | Gamal Abdel Nasser      |
| 35                                                                                               | Mahmoud Fawzi محمود فوزى                                       |                       | 1900–1981        | 21 de outubro de 1970   | 2 de setembro de 1971                    | União Socialista Árabe            | Anwar Sadat             |
| Presidentes do Conselho Executivo da Região Sul (Egito) da • República Árabe Unida (1958–1961) • |                                                                |                       |                  |                         |                                          |                                   |                         |
| 1                                                                                                | Nureddin Tarraf نور الدين طراف                                 |                       | 1910–1995        | 7 de outubro de 1958    | 20 de setembro de 1960                   | União Nacional                    | Gamal Abdel Nasser      |
| 2                                                                                                | Kamal el-Din Hussein كمال الدين حسين                           |                       | 1921–1999        | 20 de setembro de 1960  | 16 de agosto de 1961                     | União Nacional                    | Gamal Abdel Nasser      |
| • República Árabe do Egito (1971–Presente) •                                                     |                                                                |                       |                  |                         |                                          |                                   |                         |
| (35)                                                                                             | Mahmoud Fawzi محمود فوزى                                       |                       | 1900–1981        | 2 de setembro de 1971   | 17 de janeiro de 1972                    | União Socialista Árabe            | Anwar Sadat             |
| 36                                                                                               | Aziz Sedki عزيز صدقي                                           |                       | 1920–2008        | 17 de janeiro de 1972   | 26 de março de 1973                      | União Socialista Árabe            | Anwar Sadat             |
| 37                                                                                               | Anwar Sadat أنور السادات (1º mandato)                          |                       | 1918–1981        | 26 de março de 1973     | 25 de setembro de 1974                   | União Socialista Árabe            | Anwar Sadat             |
| 38                                                                                               | Abd El Aziz Muhammad Hegazi عبد العزيز محمد حجازي              |                       | 1923–            | 25 de setembro de 1974  | 16 de abril de 1975                      | União Socialista Árabe            | Anwar Sadat             |
| 39                                                                                               | Mamdouh Salem ممدوح سالم                                       |                       | 1918–1988        | 16 de abril de 1975     | 2 de outubro de 1978                     | União Socialista Árabe            | Anwar Sadat             |
| 40                                                                                               | Mustafa Khalil مصطفى خليل                                      |                       | 1920–2008        | 2 de outubro de 1978    | 15 de maio de 1980                       | Partido Nacional Democrático      | Anwar Sadat             |
| (37)                                                                                             | Anwar Sadat أنور السادات (2º mandato)                          |                       | 1918–1981        | 15 de maio de 1980      | 6 de outubro de 1981 (assassinado)       | Partido Nacional Democrático      | Anwar Sadat             |
| 41                                                                                               | Hosni Mubarak حسنى مبارك                                       |                       | 1928–            | 7 de outubro de 1981    | 2 de janeiro de 1982                     | Partido Nacional Democrático      | Hosni Mubarak           |
| 42                                                                                               | Ahmad Fuad Mohieddin أحمد فؤاد محيي الدين                      |                       | 1926–1984        | 2 de janeiro de 1982    | 5 de junho de 1984 (morreu no cargo)     | Partido Nacional Democrático      | Hosni Mubarak           |
| 43                                                                                               | Kamal Hassan Ali كمال حسن علي                                  |                       | 1921–1993        | 17 de julho de 1984     | 4 de setembro de 1985                    | Partido Nacional Democrático      | Hosni Mubarak           |
| 44                                                                                               | Ali Lutfi Mahmud على لطفي محمود                                |                       | 1935–            | 4 de setembro de 1985   | 9 de novembro de 1986                    | Partido Nacional Democrático      | Hosni Mubarak           |
| 45                                                                                               | Atef Sedki عاطف محمد نجيب صدقي                                 |                       | 1930–2005        | 10 de novembro de 1986  | 4 de janeiro de 1996                     | Partido Nacional Democrático      | Hosni Mubarak           |
| 46                                                                                               | Kamal Ganzouri كمال الجنزوري (1º mandato)                      |                       | 1933–            | 4 de janeiro de 1996    | 5 de outubro de 1999                     | Partido Nacional Democrático      | Hosni Mubarak           |
| 47                                                                                               | Atef Ebeid عاطف محمد عبيد                                      |                       | 1932–            | 5 de outubro de 1999    | 14 de julho de 2004                      | Partido Nacional Democrático      | Hosni Mubarak           |
| 48                                                                                               | Ahmed Nazif أحمد نظيف                                          |                       | 1952–            | 14 de julho de 2004     | 31 de janeiro de 2011                    | Partido Nacional Democrático      | Hosni Mubarak           |
| 49                                                                                               | Ahmed Shafik أحمد محمد شفيق                                    |                       | 1941–            | 31 de janeiro de 2011   | 3 de março de 2011                       | Independente                      | Hosni Mubarak           |
| 50                                                                                               | Essam Sharaf عصام عبد العزيز شرف                               |                       | 1952–            | 3 de março de 2011      | 7 de dezembro de 2011                    | Independente                      | Mohamed Hussein Tantawi |
| (46)                                                                                             | Kamal Ganzouri كمال الجنزوري (2º mandato)                      |                       | 1933–            | 7 de dezembro de 2011   | 2 de agosto de 2012                      | Independente                      | Mohamed Hussein Tantawi |
| 51                                                                                               | Hesham Qandil هشام قنديل                                       |                       | 1962–            | 2 de agosto de 2012     | 3 de julho de 2013 (deposto)             | Independente                      | Mohamed Morsi           |
| —                                                                                                | Hazem Al Beblawi حازم الببلاوي (interino)                      |                       | 1936–            | 16 de julho de 2013     | 1 de março de 2014                       | Independente                      | Adly Mansour            |
| —                                                                                                | Ibrahim Mahlab إبراهيم محلب (1º mandato) (interino)            |                       | 1949–            | 1 de março de 2014      | 9 de junho de 2014                       | Independente                      | Adly Mansour            |
| —                                                                                                | Ibrahim Mahlab إبراهيم محلب (2º mandato) (interino)            | 9 de junho de 2014    | 1949–            | 19 de setembro de 2015  | Abdul Fatah Khalil Al-Sisi               | Independente                      |                         |
| 52                                                                                               | Sherif Ismail ;شريف إسماعيل                                    |                       | 1955–            | 19 de setembro de 2015  | Abdul Fatah Khalil Al-Sisi               | 7 de junho de 2018                | Independente            |
| 53                                                                                               | Moustafa Madbouly ;شريف إسماعيل                                |                       | 1966–            | 7 de junho de 2018      | Abdul Fatah Khalil Al-Sisi               | presente                          | Independente            |